# Phyllopsora glabella
Phyllopsora glabella är en lavart som först beskrevs av William Nylander, och fick sitt nu gällande namn av Gotthard Schneider. 
Phyllopsora glabella ingår i släktet Phyllopsora och familjen Ramalinaceae. Inga underarter finns listade i Catalogue of Life.